# Павловськ (Газімуро-Заводський район)
Па́вловськ (рос. Павловск) — село у складі Газімуро-Заводського району Забайкальського краю, Росія. Входить до складу Газімуро-Заводського сільського поселення.

## Населення
Населення — 136 осіб (2010; 138 у 2002).
Національний склад (станом на 2002 рік):
- росіяни — 99 %